# 3314 Білс
3314 Білс (3314 Beals) — астероїд головного поясу, відкритий 30 березня 1981 року.
Тіссеранів параметр щодо Юпітера — 3,639.
Названий на честь Карлайла Сміта Білза.